# Eugene Levy
Eugene Levy (Hamilton, Ontario, 17 de diciembre de 1946) es un actor canadiense. Conocido principalmente por su participación en las películas de American Pie, donde interpreta al Sr. Levenstein (el padre de Jim) y es el único actor presente en todas las películas de la saga. Aunque también ha aparecido en varias películas, sobre todo comedias. Ganador de dos premios Emmy. Trabajó con el actor Steve Martin en cuatro films: El padre de la novia (1991), Father of the Bride Part II (1995), Bringing Down the House (2003) y Cheaper by the Dozen 2 (2005). Es igualmente conocido por su papel de Johny Rose en Schitt’s Creek.

## Inicios
Levy nació en una familia judía en Hamilton, Ontario. Su padre era capataz de una planta de automóviles. Fue a la escuela secundaria Westdale y se graduó de la Universidad de McMaster en 1969. Fue vicepresidente de la Junta de Cine de McMaster, un grupo de estudiantes de cine, donde conoció al cineasta Ivan Reitman.
En 2015 creó la serie de televisión Schitt's Creek, de la que fue uno de sus protagonistas y guionista y director de algunos capítulos.

## Vida personal
Levy se casó con Deborah Divine en 1977. Viven en Los Ángeles, San Agustín, Florida y Canadá y tienen dos hijos juntos: el actor Dan y la actriz Sarah, quienes protagonizan junto a él en Schitt's Creek.
Levy es un defensor de la "concienciación y el tratamiento" del autismo y apoya las metodologías ABA. Era un amigo cercano del actor John Candy, quien murió de un ataque al corazón en 1994. Levy es miembro de la organización benéfica canadiense Artists Against Racism.

## Filmografía
- Heavy Metal (película) (EE. UU.; 1981)
- National Lampoon's Vacation (EE. UU.; 1983)
- Splash (EE. UU.; 1984)
- Club Paraíso (EE. UU.; 1986)
- Armados y peligrosos (EE. UU.; 1986)
- Skeleton (episodio de The Ray Bradbury Theater, 1988)
- Los locos del Cannonbal III (EE. UU.; 1989)
- El padre de la novia Italia (1991)
- Permanezca en sintonía (EE. UU.; 1992)
- Sólo falta el asesino (EE. UU.; 1992)
- I Love Trouble (EE. UU.; 1994)
- Father of the Bride Part II (1995)
- Héroes por casualidad (EE. UU.; 1998)
- American Pie (EE. UU.; 1999; Sr. Levenstein)
- The Secret Life of Girls (EE. UU.; 1999)
- Very Important Perros (EE. UU.; 2000)
- El terror de las chicas (EE. UU.; 2000)
- Serendipity (EE. UU.; 2001)
- American Pie 2 (EE. UU.; 2001)
- Down to Earth (EE. UU.; 2001)
- Josie and the Pussycats (EE. UU.; 2001)
- Se montó la gorda (EE. UU.; 2002)
- Repli-Kate (EE. UU.; 2002)
- Like Mike (EE. UU.; 2002)
- American Wedding (EE. UU.; 2003)
- Dos tontos muy tontos: Cuando Harry encontró a Lloyd (EE. UU.; 2003)
- A Mighty Wind (2003)
- New York Minute (EE. UU.; 2004; Max Lomax)
- Cheaper by the Dozen 2 (EE. UU.; 2005)
- American Pie Presents: Band Camp (EE. UU.; 2005)
- Detective por error (o El jefe) (EE. UU.; 2005)
- Vecinos Invasores (2006) (Voz)
- American Pie Presents: The Naked Mile (2006)
- American Pie Presents: Beta House (2007)
- American Pie Presents: The Book of Love (2009)
- Night at the Museum: Battle of the Smithsonian (2009)
- Gooby (2009)
- Astro Boy (2009)
- Destino Woodstock (2009)
- American Reunion (2012)
- Buscando a Dory (2016)
- Canada: Far and Wide (2020)
- Summer Camp (2024)[3]